# Vammalan Lentopallo 2017-2018
Questa voce raccoglie le informazioni riguardanti il Vammalan Lentopallo nelle competizioni ufficiali della stagione 2017-2018.

## Organigramma societario
Area direttiva
- Presidente: Jarmo Nieminen

Area tecnica
- Allenatore: Sami Kurttila
- Allenatore in seconda: Janne Kangaskokko
- Scoutman: Arto Weckman

## Rosa
| N° | Nome             | Ruolo | Data di nascita  | Nazionalità sportiva |
| -- | ---------------- | ----- | ---------------- | -------------------- |
| 1  | Jacob Guymer     | C     | 21 giugno 1993   | Australia            |
| 2  | Urpo Sivula      | S/O   | 15 marzo 1988    | Finlandia            |
| 3  | Thomas Carmody   | C     | 24 novembre 1992 | Stati Uniti          |
| 4  | Olli Saarenmaa   | S     | 6 gennaio 1999   | Finlandia            |
| 5  | Markus Kaurto    | C     | 31 agosto 1993   | Finlandia            |
| 6  | Erik Sundberg    | S     | 19 febbraio 1992 | Svezia               |
| 7  | Mikko Esko       | P     | 3 settembre 1978 | Finlandia            |
| 8  | Antti Karttunen  | S     | 25 ottobre 1992  | Finlandia            |
| 9  | Arttu Lehtimäki  | P     | 30 gennaio 1996  | Finlandia            |
| 10 | Florian Ringseis | L     | 9 luglio 1992    | Austria              |
| 11 | Peetu Mäkinen    | S     | 19 agosto 1995   | Finlandia            |
| 13 | Olli Kunnari     | S     | 2 febbraio 1982  | Finlandia            |
| 14 | Ville Sorvoja    | O     | 2 dicembre 1990  | Finlandia            |
| 15 | Rami Rekomaa     | C     | 11 maggio 1997   | Finlandia            |
| 16 | Niko Suihkonen   | S     | 11 aprile 1999   | Finlandia            |
| 17 | Anssi Vesanen    | O     | 21 febbraio 1980 | Finlandia            |
| 21 | Tuomas Tihumäki  | C     | 11 gennaio 1995  | Finlandia            |
| 22 | Teemu Piilola    | P     | 21 marzo 2000    | Finlandia            |

## Statistiche

### Statistiche dei giocatori
| Giocatore    | L. Mestaruusliiga | L. Mestaruusliiga | L. Mestaruusliiga | L. Mestaruusliiga | L. Mestaruusliiga | Coppa di Finlandia | Coppa di Finlandia | Coppa di Finlandia | Coppa di Finlandia | Coppa di Finlandia | Champions League | Champions League | Champions League | Champions League | Champions League | Totale | Totale | Totale | Totale | Totale |
| Giocatore    | P                 | PT                | AV                | MV                | BV                | P                  | PT                 | AV                 | MV                 | BV                 | P                | PT               | AV               | MV               | BV               | P      | PT     | AV     | MV     | BV     |
| ------------ | ----------------- | ----------------- | ----------------- | ----------------- | ----------------- | ------------------ | ------------------ | ------------------ | ------------------ | ------------------ | ---------------- | ---------------- | ---------------- | ---------------- | ---------------- | ------ | ------ | ------ | ------ | ------ |
| T. Carmody   | 38                | 281               | 187               | 75                | 19                | 3                  | 27                 | 19                 | 5                  | 3                  | 8                | 37               | 27               | 7                | 3                | 49     | 345    | 233    | 87     | 25     |
| M. Esko      | 41                | 205               | 109               | 66                | 30                | 4                  | 15                 | 8                  | 6                  | 1                  | 8                | 27               | 16               | 7                | 4                | 53     | 247    | 133    | 79     | 35     |
| J. Guymer    | 22                | 99                | 52                | 34                | 13                | 1                  | 1                  | 1                  | 0                  | 0                  | 4                | 9                | 6                | 3                | 0                | 27     | 109    | 59     | 37     | 13     |
| A. Karttunen | 2                 | 1                 | 1                 | 0                 | 0                 | 1                  | 6                  | 5                  | 0                  | 1                  | 0                | 0                | 0                | 0                | 0                | 3      | 7      | 6      | 0      | 1      |
| M. Kaurto    | 40                | 343               | 238               | 65                | 40                | 4                  | 38                 | 27                 | 5                  | 6                  | 8                | 53               | 42               | 9                | 2                | 52     | 434    | 307    | 79     | 48     |
| O. Kunnari   | 33                | 384               | 320               | 28                | 36                | 4                  | 32                 | 25                 | 2                  | 5                  | 8                | 87               | 75               | 8                | 4                | 45     | 503    | 420    | 38     | 45     |
| A. Lehtimäki | 23                | 4                 | 0                 | 0                 | 4                 | 4                  | 4                  | 1                  | 0                  | 3                  | 4                | 0                | 0                | 0                | 0                | 31     | 8      | 1      | 0      | 7      |
| P. Mäkinen   | 20                | 127               | 104               | 10                | 13                | 2                  | 15                 | 15                 | 0                  | 0                  | 5                | 6                | 5                | 1                | 0                | 27     | 148    | 124    | 11     | 13     |
| T. Piilola   | -                 | -                 | -                 | -                 | -                 | -                  | -                  | -                  | -                  | -                  | -                | -                | -                | -                | -                | -      | -      | -      | -      | -      |
| R. Rekomaa   | 3                 | 4                 | 3                 | 1                 | 0                 | 1                  | 8                  | 3                  | 5                  | 0                  | -                | -                | -                | -                | -                | 4      | 12     | 6      | 6      | 0      |
| F. Ringseis  | 41                | 0                 | 0                 | 0                 | 0                 | 4                  | 0                  | 0                  | 0                  | 0                  | 8                | 1                | 1                | 0                | 0                | 53     | 1      | 1      | 0      | 0      |
| O. Saarenmaa | 0                 | 0                 | 0                 | 0                 | 0                 | 1                  | 8                  | 5                  | 2                  | 1                  | -                | -                | -                | -                | -                | 1      | 8      | 5      | 2      | 1      |
| U. Sivula    | 36                | 553               | 464               | 48                | 41                | 4                  | 43                 | 38                 | 4                  | 1                  | 8                | 116              | 101              | 5                | 10               | 48     | 712    | 603    | 57     | 52     |
| V. Sorvoja   | 6                 | 18                | 14                | 3                 | 1                 | -                  | -                  | -                  | -                  | -                  | 2                | 1                | 0                | 1                | 0                | 8      | 19     | 14     | 4      | 1      |
| N. Suihkonen | 31                | 113               | 101               | 7                 | 5                 | 1                  | 0                  | 0                  | 0                  | 0                  | 3                | 3                | 3                | 0                | 0                | 35     | 116    | 104    | 7      | 5      |
| E. Sundberg  | 39                | 436               | 374               | 33                | 29                | 3                  | 31                 | 26                 | 3                  | 2                  | 8                | 76               | 65               | 6                | 5                | 50     | 543    | 465    | 42     | 36     |
| T. Tihumäki  | 0                 | 0                 | 0                 | 0                 | 0                 | -                  | -                  | -                  | -                  | -                  | -                | -                | -                | -                | -                | 0      | 0      | 0      | 0      | 0      |
| A. Vesanen   | 10                | 99                | 84                | 9                 | 6                 | -                  | -                  | -                  | -                  | -                  | 3                | 3                | 3                | 0                | 0                | 13     | 102    | 87     | 9      | 6      |

P = presenze; PT = punti totali; AV = attacchi vincenti; MV = muri vincenti; BV = battute vincenti